# Henry Allingham
Henry William Allingham (Clapton, Hackney; 6 de junio de 1896-Ovingdean, Sussex del Este; 18 de julio de 2009) fue el supercentenario varón vivo más anciano del mundo, desde el 19 de junio de 2009 a la edad de 113 años, tras el fallecimiento del japonés Tomoji Tanabe. Es el tercer varón fallecido en Europa más longevo entre aquellos cuya edad ha sido verificada por el Gerontology Research Group tras los dos españoles Joan Riudavets Moll y Francisco Núñez Olivera.
Era además el veterano de la Primera Guerra Mundial más longevo que ha vivido. Nació el 6 de junio de 1896 en Hackney, Reino Unido y murió de causas naturales el 18 de julio de 2009 habiendo vivido 113 años y 42 días.
Se mantuvo en la lista de los 50 europeos más longevos de todos los tiempos (incluyendo mujeres) hasta el 25 de marzo de 2017.

## Biografía

### Primeros años

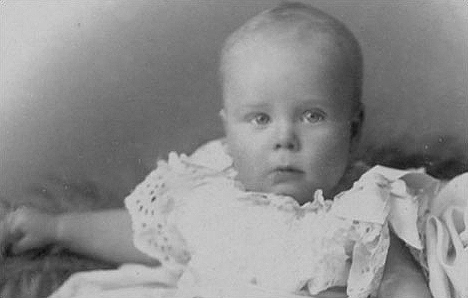
Allingham de bebé en la década de 1890.

Allingham nació el 6 de junio del 1896 en Upper Clapton, Condado de Londres. Su padre, Thomas Henry Allinham murió 14 meses después de la venida de Henry al mundo. Fue criado por su madre, Amy Jane Foster Allinham, y por sus abuelos. Su madre se volvió a casar en 1905, con Hubert George Higgs. La familia se trasladó a Clapham, Londres. Henry y su madre se registraron en el censo de 1911. Vivieron en la avenida Heyford número 21, Lambeth, mientras que su padrastro trabajaba fuera de casa como carretero. Henry asistió a la London County Council School. Al salir de la escuela, Allingham comenzó a trabajar como aprendiz de fabricante de instrumentos quirúrgicos en el Hospital de San Bartolomé, pero lo abandonó porque el trabajo no le pareció interesante, y comenzó a estudiar mecánica.

### Primera Guerra Mundial

#### Alistamiento

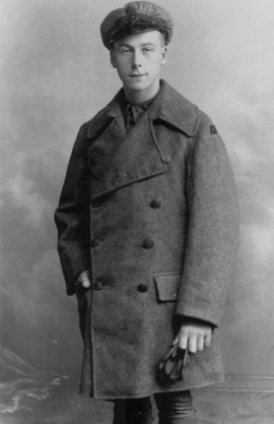
Allingham en uniforme de RNAS en 1916.

Allingham quería unirse al ejército en agosto de 1914 como piloto de expedición, pero su madre en estado crítico lo animó a quedarse en casa y cuidar de ella. Sin embargo, su madre murió en 1915, a los 42 años y Allingham se alistó en la RNAS.

#### El mantenimiento de aeronaves
El 21 de septiembre de 1915 fue elevado a mecánico aéreo de segunda clase, con el número RNAS F8317. Fue transferido de la RNAS a la Royal Air Force, cuando la primera se unió a RFC (Royal Flying Corps). También se le dio un nuevo número: RNAS F208317. Tiempo más tarde se unió a la Ford Motor Company, donde estaría hasta su jubilación. Más tarde, Allingham fue enviado a la Estación Aérea RNAS en Great Yarmouth donde trabajó en el mantenimiento de aeronaves. El 13 de abril de 1916, el rey de Inglaterra Jorge V del Reino Unido, inspeccionó la estación aérea y sus aviones. Allingham contó posteriormente que lamentaba no haber tenido la oportunidad de hablar con el rey.

#### Participación en la batalla de Jutlandia
El 30 de mayo de 1916, Allingham participó en la batalla de Jutlandia, frente a las costas de Dinamarca, el mayor combate naval de ese conflicto y considerado como uno de los más grandes de la historia. Durante dicha batalla, a Allingham se le ordenó unirse a la Marina de arrastre HMT King Fisher, a bordo de un hidroavión que se utilizaba para patrullar cerca de la Flota de Alta Mar Alemana. Aunque la Marina HMT King Fisher no participó específicamente en la batalla, Allingham todavía reclamaba ser el último sobreviviente de la misma y que aún recordaba ver "saltar a las conchas en el mar".

#### Participación en la ofensiva de Ypres
En septiembre de 1917, Allingham, ahora mecánico aéreo de Primera Clase, fue enviado al Frente Occidental a unirse al Escuadrón N.º 12 RNAS. Esa unidad actuaba como escuadrón de entrenamiento para otros escuadrones ARN. También hay evidencia de que el escuadrón participó en varias misiones de combate, y de la participación de Allingham. Cuando Allingham llegó, Petite-Synthe, Royal Flying Corps (RFC) y los RNAS participaron en la ofensiva de Ypres. Durante la misma, explotó una bomba cerca de donde se encontraba Allingham, hiriéndolo en el costado y haciéndolo caer hacia adelante. Segundos más tarde, Allingham, tratando de levantarse, cayó dentro del cráter que había dejado la bomba, aun estaba ahí en el momento en que explotó otra bomba cerca, afirmó que el olor era fatal y había piernas y brazos por todos lados. Allingham explicó, noventa años después, que, de haberse ladeado un poco hacia la derecha, donde explotó la otra bomba, habría muerto al instante. Allingham se quedó en el Escuadrón N.º 12 hasta el fin de la guerra.

### Periodo de entre-guerras
Además de su servicio militar como mecánico, Allingham pasó la mayor parte de su vida profesional como mecánico civil. Henry Allingham se casó con Dorothy Cater en 1919, un año después del fin de la Primera Guerra Mundial. Con ella tuvo dos hijas, Jean y Betty Allingham. En 1972, después de 53 años de matrimonio, enviudó. Sus dos hijas en conjunto, tuvieron seis hijos; estos a su vez tuvieron doce hijos; estos trece hijos; y estos al momento de su fallecimiento un hijo. Por lo tanto, Allingham tuvo dos hijas, seis nietos, doce bisnietos, trece tataranietos y un chozno.

### Segunda Guerra Mundial

#### Las minas Magnéticas
Durante la Segunda Guerra Mundial, participó en numerosos proyectos. Quizá el más importante fue el conteo y medida de las minas magnéticas alemanas. En la Navidad de 1939, fue llamado para ayudar con un sistema que neutralizara y abriera el puerto de Harwich. Nueve días después, el proyecto tuvo éxito.

### Período posterior a la guerra
Posteriormente, Allinham evitó cualquier contacto con algo que tuviera que ver con la guerra, sin asistir a las reuniones ni encontrarse con otros militares.

### Vejez
El 6 de junio de 1996, Henry Allingham cumplió un centenario de vida. El 20 de julio de 2003, se convirtió en el hombre más viejo de Gran Bretaña. El 1 de noviembre de 2007, tras la muerte de George Frederick Ives que había fallecido el 12 de abril de 1993, se convirtió en la persona que sirvió en las Fuerzas Armadas Británicas con más edad. El 9 de febrero de 2007 se convirtió en el hombre y la segunda persona más longeva nacida en Gran Bretaña, (detrás de Florrie Baldwin) tras la muerte de Aida Mason. El 29 de marzo de 2009 se convirtió en récord nacional del Reino Unido tras superar a John Evans. El 19 de junio de 2009 se convirtió en el hombre más viejo del mundo tras la muerte de Tomoji Tanabe.

### Muerte

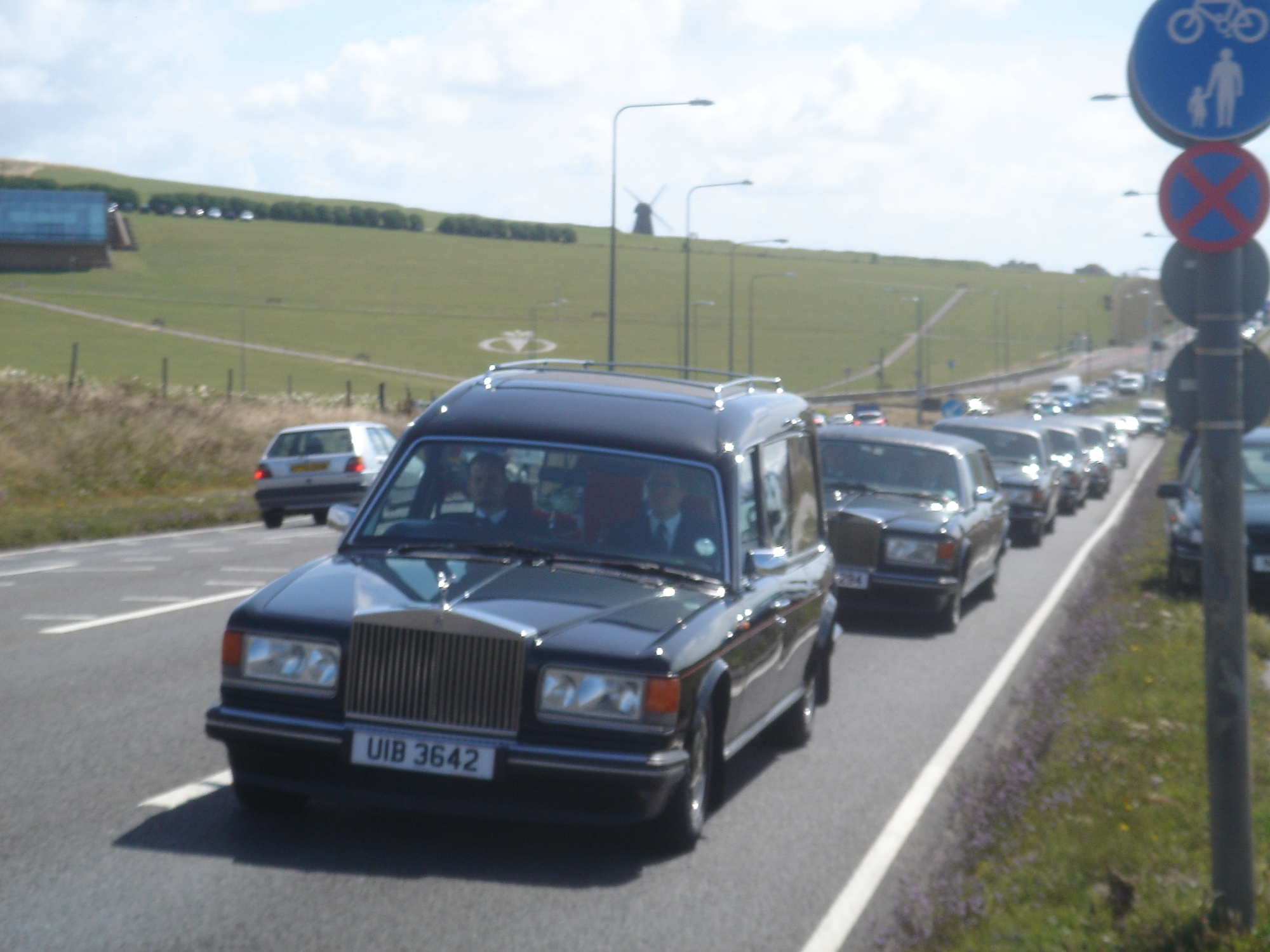
Cortejo fúnebre de Henry Allingham en St Dunstan's, camino a la iglesia de San Nicolás.

Henry Allingham murió mientras dormía a las 03:10 horas del 18 de julio de 2009, en Ovingdean, Reino Unido, a la edad de 113 años y 42 días. Después de su muerte Walter Breuning asumió como el hombre más viejo del mundo.
Su funeral tuvo lugar el 30 de julio de 2009 en la iglesia de San Nicolás, en Brighton, con todos los honores militares. Su ataúd fue llevado por tres marineros de la Marina Real y tres aviadores de la RAF. El servicio fue precedido por un repique amortiguado de las campanas de la iglesia, tocado por timbres locales y miembros de las asociaciones de cambio de timbre de la RAF y la Royal Navy. Entre los asistentes se encontraban Brígida de Gloucester, en representación de la Reina, el ministro de los Veteranos Kevan Jones y los oficiales superiores de la Marina Real y la Royal Air Force, entre ellos el vicealmirante Sir Adrian Johns y el vicemariscal del Aire Peter Dye, representando los dos servicios de los cuales Allingham había sido miembro. La hija superviviente de Allingham, Betty Hankin, de 89 años, asistió al funeral con varios miembros de su familia. El funeral fue seguido por un desfile aéreo de cinco réplicas de aviones de la Primera Guerra Mundial; cornetas británicos y franceses tocaron el Último mensaje y Reveille; finalmente la campana sonó 113 veces, una vez por cada año de su vida.

## Reconocimientos por su edad
- Centenario (6 de junio de 1996).
- Supercentenario (6 de junio de 2006).
- Mayor veterano de la Primera Guerra Mundial (8 de febrero de 2007).
- Persona más longeva de Gran Bretaña (9 de febrero de 2007).
- Hombre más longevo del mundo (19 de junio de 2009).
- Más longevidad en Europa validada (10 de noviembre de 2006).
- 11.a persona más longeva del planeta (18 de julio de 2009).